# Natalja Alexandrowna Lukjanez
Natalja Alexandrowna Lukjanez (russisch Наталья Александровна Лукьянец; * 1981) ist eine frühere russische Bogenbiathletin.
Natalja Lukjanez hatte ihren größten internationalen Erfolg, als sie bei den Weltmeisterschaften 2002 in Pokljuka vor Nadia Peyrot und Tatjana Rowinskaja die Goldmedaille im Massenstartrennen gewann. Zwei Jahre später wurde die Russin an selber Stelle Viertplatzierte im Sprint und verpasste damit knapp gegen Ksenija Malzewa den Gewinn einer weiteren WM-Medaille. Im Verfolgungsrennen wurde sie Fünfte, im Massenstartrennen Siebte. In die russische Staffel, die jeweils den Titel gewann, wurde sie in beiden Jahren nicht berufen.

## Schriften
- Natalja Alexandrowna Lukjanez in der Datenbank der IBU (englisch)

| Personendaten    | Personendaten                                                   |
| ---------------- | --------------------------------------------------------------- |
| NAME             | Lukjanez, Natalja Alexandrowna                                  |
| ALTERNATIVNAMEN  | Loukianets, Natalia; Лукьянец, Наталья Александровна (russisch) |
| KURZBESCHREIBUNG | russische Bogenbiathletin                                       |
| GEBURTSDATUM     | 1981                                                            |